# Myuriaceae
Myuriaceae, porodica pravih mahovina u redu Hypnales. Pet je rodova uključeno u porodicu.

## Rodovi
1. Eumyurium Nog.
2. Myuriopsis Nog.
3. Myurium Schimp.
4. Oedicladium Mitt.
5. Piloecium (Müll. Hal.) Broth.